# Kuoikaljaure
Kuoikaljaure är en sjö i Kiruna kommun i Lappland och ingår i Torneälvens huvudavrinningsområde. Sjön har en area på 0,308 kvadratkilometer och ligger 522,1 meter över havet. Kuoikaljaure ligger i Torneträsk-Soppero fjällurskog Natura 2000-område. Sjön avvattnas av vattendraget Kuoikaljåkka.

## Delavrinningsområde
Kuoikaljaure ingår i det delavrinningsområde (758688-168009) som SMHI kallar för Mynnar i Koojärvi. Medelhöjden är 496 meter över havet och ytan är 23,19 kvadratkilometer. Det finns inga avrinningsområden uppströms utan avrinningsområdet är högsta punkten. Kuoikaljåkka som avvattnar avrinningsområdet har biflödesordning 3, vilket innebär att vattnet flödar genom totalt 3 vattendrag innan det når havet efter 450 kilometer. Avrinningsområdet består mestadels av skog (90 procent). Avrinningsområdet har 0,85 kvadratkilometer vattenytor vilket ger det en sjöprocent på 3,6 procent.